# Illzach
 Illzach (en alsacià Ìllzig) és un municipi francès, situat a la regió del Gran Est, al departament de l'Alt Rin. L'any 2006 tenia 15.449 habitants.

## Demografia
| 1962  | 1968   | 1975   | 1982   | 1990   | 1999   |
| ----- | ------ | ------ | ------ | ------ | ------ |
| 6.688 | 10.575 | 14.988 | 15.396 | 15.485 | 14.947 |

## Administració
| Període | Identitat            | Partit |
| ------- | -------------------- | ------ |
| 1983-   | Daniel Eckenspieller | UMP    |